# Aché

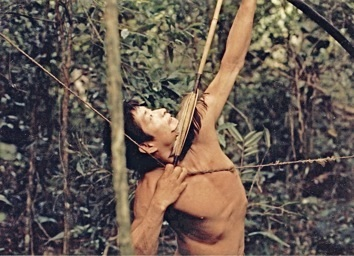
Caçador Ache

Os Aché, antes chamados Guayaki,  são um  povo indígena guaranizado  do Paraguai que  habita as zonas próximas às cidades de  San Estanislao   e Unión (ambas no departamento de  San Pedro) e San Joaquín (departamento de Caaguazú), além de outras localidades dos departamentos do  Alto Paraná (distritos Narranja e Iruno),  Guairá e  Paraguarí. Em 2006, a população era de 1000 indivíduos. 

## Nome
Os Aché eram chamados   Guajagui, Guayaki  ou Guayaki-Ache pelos povos rivais (também  guaranis), e essa denominação acabou sendo incorporada também pelos primeiros antropólogos. Todavia, trata-se de denominações depreciativas, consideradas ofensivas pelo grupo nomeado, e que, atualmente, são rejeitadas também pelos estudiosos. Segundo algumas fontes,  "guayaki" significaria ratos ferozes  ou "ratos do monte". Outra hipótese é que essa denominação  significaria  "Guayas maus", sendo Guaya o nome de um povo antigo, já desaparecido, com afinidades genéticas com os Guayaki, enquanto a terminação ki significaria "maldade".Antigos relatos sobre os Aché referem-se a eles como "Guajagui", vocábulo que teria sido formado pela raiz   guarani  Guaja, significando "tribo inimiga", e pelo sufixo gui, que significaria "detentor de".
Já a autodenominação Aché  significa "pessoa verdadeira" ou, simplesmente, "as pessoas". Essa autodenominação étnica foi citada pela primeira vez em 1960, pela etnóloga eslovena Branislava Susnick (1920-1996),

## Hábitos
Os Aché moravam em florestas, formando grupos isolados de oito a quinze indivíduos, em que não eram erguidas moradas, senão acampamentos temporários para se passar as noites. Não praticavam a agricultura e o produto das coletas era dividido entre todos.
As mulheres ocupavam-se de tarefas como o abastecimento de água, fabricação de farinha a partir de uma palmeira, preparo de fibras e da cera e trabalhos domésticos, dentre os quais se incluía o transporte dos utensílios durante as mudanças; aos homens cumpria a fabricação das armas, caça e pesca, e também à abertura dos nichos de pernoite.
Esses hábitos de total integração ao meio geográfico despertaram a atenção dos estudiosos porque, "permanecendo num degrau civilizacional dos mais baixos de toda a humanidade," permitiriam "imaginar a vida do homem primitivo antes da descoberta dos primeiros elementos de agricultura ou de domesticação de animais", como registrou Max Derruau.

## História
Tradicionalmente os Aché eram um povo nômade que vivia da caça e da coleta do mel, frutos e raízes bravas, evitando o contato com o  branco até o século XX, para evitar a perseguição dos paraguaios, que chegaram a caçá-los como animais, fazendo-os refugiar-se nas selvas tropicais da região oriental do Paraguai.
Esses indígenas chamaram a atenção dos paraguaios devido a cor de sua pele (branca), aos seus olhos claros (castanho e cinza), pela barba nos homens e outros traços fisionômicos que os diferenciam de outros grupos étnicos, habitantes da mesma selva oriental.
Várias são as hipóteses que buscam explicar estas características singulares em uma antecedência exógena à América do Sul, no entanto, a possibilidade de serem descendentes de viquingues, japoneses ou outros povos da Ásia não passa de mera especulação. O dilema sobre as suas origens só poderá ser resolvido com investigações minuciosas, especialmente no campo genético, etnolinguístico e antropológico.
Diversos autores estudaram a filiação dos Aché à família linguística Tupi-Guarani. Atualmente, os estudiosos oferecem duas hipóteses: uma delas é de que são uma dissidência de populações guaranis que desenvolveu uma cultura diferenciada; a outra, é a de que se trata de um grupo "guaranizado", ou seja, um grupo étnico diferente, que foi submetido culturalmente, em tempos remotos, por populações proto-Guarani.